# Blanca Elena Jiménez
Blanca Elena Jiménez Cisneros, née le 17 novembre 1958 au Mexique, est une scientifique environnementale et diplomate mexicaine. 
Elle est chercheur sur la qualité de l'eau et la réutilisation des eaux usées, ce qui l'a menée à des postes importants à l'ONU-eau et à la tête de l'administration mexicaine de l'eau.
Elle est ambassadrice du Mexique en France depuis le 30 août 2021.

## Carrière professionnelle
Elle fait ses études de licence en génie environnementale à l'Université autonome métropolitaine (UAM) à Mexico, plus tard elle passe une maîtrise en génie de l'environnement, et un doctorat dans le domaine de l'eau et du traitement des eaux usées à l'Institut national des sciences appliquées à Toulouse (France).
En 1980, elle rejoint l'université nationale autonome du Mexique (UNAM) comme chercheuse. En 1985, elle revient à Paris comme ingénieur de recherche au Laboratoire central de la Lyonnaise des Eaux. À partir de 1991, elle est coordinateur adjoint de la qualité de l'eau à l'Institut mexicain de technologie de l'eau (IMTA). En 1988-1989, elle est coordinateur de l'ingénierie environnementale dans le cadre de l'école doctorale de l'UAM. Elle est ensuite directrice adjointe de l'hydraulique et de l'environnement de l'Institut d'ingénierie de l'UNAM jusqu'en 2001.
En 2005, elle est chercheuse invitée à l'université de Pretoria en Afrique du Sud en tant que responsable du projet de lutte contre les œufs d'helminthes et de réutilisation des boues de toilettes sèches pour la production agricole à l'université de Pretoria en Afrique du Sud, puis à l'université fédérale du Paraná à Curitiba, Brésil sur la question de la réutilisation de l'eau.
De 2009 à 2012, elle dirige le groupe de recherche sur le traitement et la réutilisation de l'eau à l'INAM.
Mme Jiménez dirige la Division des sciences de l'eau et le secrétariat du Programme hydrologique international (en) (PHI) de l'Unesco de 2012 à 2018, où elle est la première femme nommée à ce poste. De 2014 à 2016, elle est également vice-présidente de l'ONU-Eau, mécanisme de coordination interinstitutionnel des Nations unies pour l'eau douce et les questions liées à l'assainissement.
Le 3 août 2018, elle est nommée directrice générale de la Commission nationale de l'eau (Conagua (es)), une agence du gouvernement fédéral mexicain,. Elle occupe ce poste du 1er décembre 2018 au 31 mai 2021.
Son départ de la Commission de l'eau intervient dans le contexte d'un conflit avec les paysans, dans le cadre d'une pénurie générale d'eau. Les paysans en révolte ayant pris le contrôle d'un barrage, le président Andrés Manuel López Obrador fait une déclaration en septembre 2020, comme quoi les problèmes de l'eau seraient dus à une politisation des hauts cadres de la Conagua (es). Cela provoque la démission immédiate ou différée de six cadres dirigeants. Toutefois, commentant la démission de Blanca Elena Jiménez, Obrador a préféré parler de démission pour raisons familiales.
Le 30 août 2021, elle devient ambassadrice du Mexique en France et remet ses lettres de créance le 2 novembre suivant au président Emmanuel Macron.

## Publications
Blanca Jimenez est l'auteur de nombreuses publications scientifiques dans le domaine du traitement de l'eau. 
Ses publications les plus citées sont :
- Freshwater resources, Cambridge University Press (2014), un chapitre du 5e rapport du GIEC [lire en ligne (page consultée le 11.10.2022)]
- La contaminación ambiental en México, éd. Limusa, 2001 [lire en ligne (page consultée le 11.10.2022)]

## Distinctions
Blanca Jimenez est récipiendaire de nombreux prix et distinctions, dont :
- Ordre royal de l'étoile polaire (2002), décerné par le roi Carl XVI Gustaf de Suède,
- Prix national d'écologie et d'environnement (2006),
- Prix national des sciences et des arts (2009),
- Global Water Award (2010), décerné par l'International Water Association.

Par ailleurs, elle est :
- membre de l'équipe qui rédige le quatrième rapport du GIEC sur le changement climatique ; cette équipe a reçu le prix Nobel de la paix 2007[1],

- membre de l'Académie des sciences d'Amérique latine[9] et membre de l'Académie des sciences du Mexique[10].
- présidente de l'International Water Association de 2010 à 2012[11],
- membre du comité des nominations du Stockholm Water Prize (2007-2012).